# John O'Neil (rugbyspeler)
John Thomas O'Neil (Faulkton, 4 oktober 1898 - Los Angeles, 25 maart 1950) was een Amerikaans rugbyspeler.

## Carrière
Tijdens de Olympische Zomerspelen 1920 en 1924 werd hij met de Amerikaanse ploeg olympisch kampioen. In 1924 moest hij tijdens de wedstrijd snel afhaken vanwege een blessure, in 1924 mocht een geblesseerde speler niet vervangen worden.

## Erelijst

### Met Verenigde Staten
- Olympische Zomerspelen:  1920, 1924